# Linas
Linas ist eine französische Gemeinde mit 7.310 Einwohnern (Stand 1. Januar 2022) im Département Essonne in der Region Île-de-France.

## Geographie
Linas liegt etwa 30 Kilometer südlich von Paris an der Kreuzung zweier wichtiger Verkehrsachsen. Von Nord nach Süd läuft die RN20, die Paris mit Orléans verbindet. In Ost-West-Richtung verläuft die Autoroute A104, genannt Francilienne, die den dritten Autobahnring des Pariser Großraumes darstellt. Das Gemeindegebiet wird vom Flüsschen Salmouille durchquert.
Unweit entfernt befand sich die Rennstrecke Autodrome de Linas-Montlhéry, deren Gelände unter dem Vichy-Regime vom 27. November 1940 bis zum 21. April 1942 als Internierungslager genutzt wurde.

## Bevölkerungsentwicklung
Im Jahr 2006 zählte Linas 6249 Einwohner auf einer Fläche von 7,51 km². Die Bevölkerung der Gemeinde konnte in den letzten 50 Jahren stets ein starkes Wachstum verzeichnen. Nach einem überproportionalen, fast exponentiellen Wachstum zwischen den 1960er und den 1980er Jahren verlangsamte sich die Bevölkerungszunahme deutlich, um zu Beginn des 21. Jahrhunderts wieder spürbar anzuziehen.
| Jahr      | 1962 | 1968 | 1975 | 1982 | 1990 | 1999 | 2006 | 2017 |
| Einwohner | 1833 | 2156 | 2830 | 4042 | 4767 | 4970 | 6249 | 6785 |

## Sehenswürdigkeiten

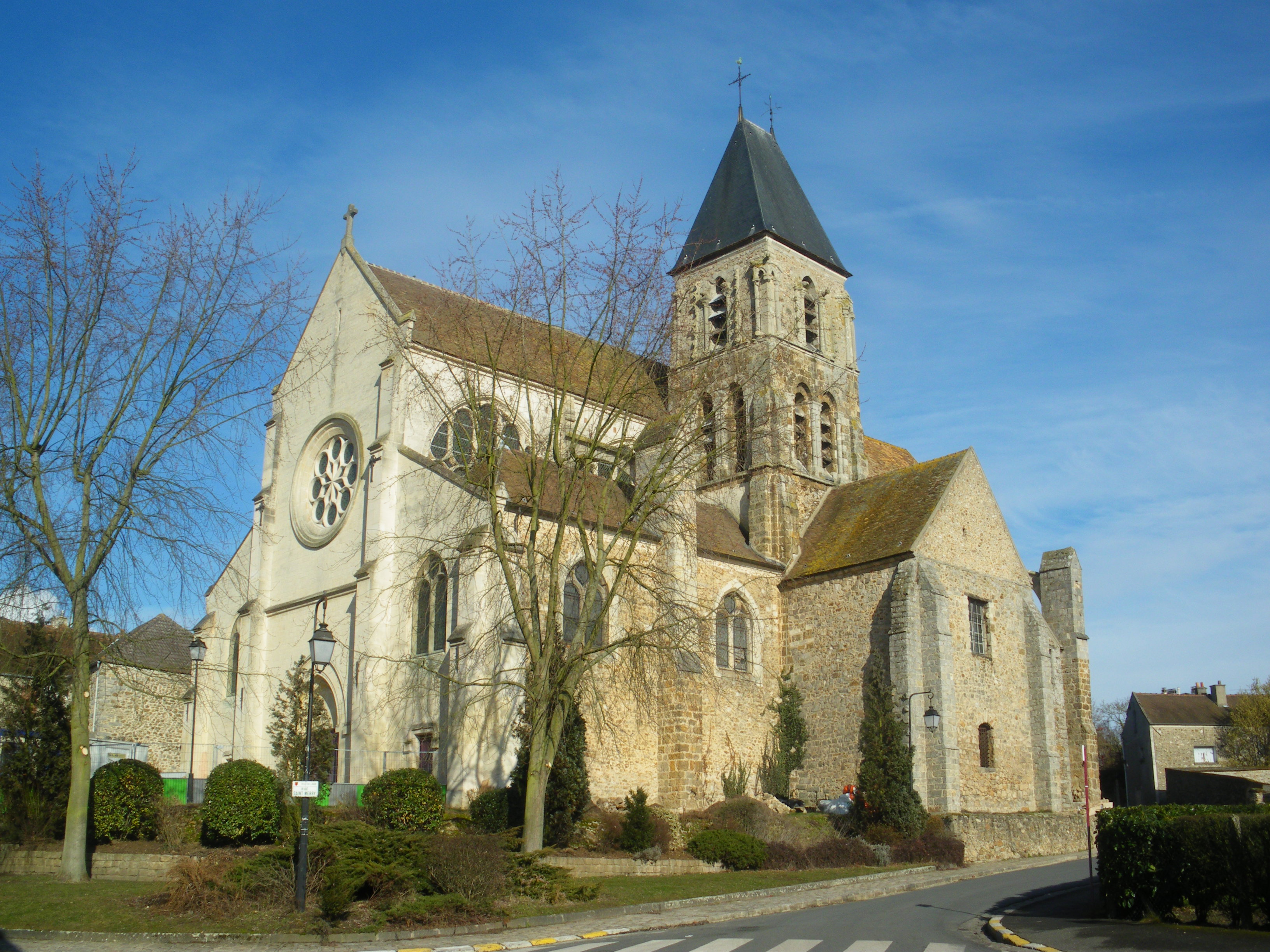
Kirche Saint-Merry

- Kirche Saint-Merry